# Via Zamboni
Via Zamboni (Strè San Dunè in bolognese) è una strada storica del centro di Bologna, compresa nel quartiere Santo Stefano, che va dalle due Torri fino a Porta San Donato. Prende il nome dal patriota Luigi Zamboni ed è lunga circa un chilometro.
La via è conosciuta per essere l'arteria principale della zona universitaria; attorno ad essa si dispiegano infatti numerosi edifici dell'Università di Bologna ospitanti biblioteche, dipartimenti e altri servizi, oltre a Palazzo Poggi, sede del rettorato.

## Storia

Via Zamboni durante i fatti di Bologna del marzo '77, fotografata dalla parte delle forze dell'ordine

Già attestata dal XI secolo, fino alla seconda metà dell'Ottocento era nota come Strada San Donato e prendeva il nome dall'omonima chiesa posta al civico 10. Prese l'attuale nome con una delibera del 1867, mantenendo il vecchio nome per la parte fuori le mura.
L'odonimo ricorda Luigi Zamboni, che assieme a Giovanni Battista De Rolandis progettarono l'insurrezione poi fallita del 1794. Successivamente, nel 1912, al De Rolandis fu dedicata una via di nuova realizzazione che collega via Irnerio, aperta sempre in quegli anni, a via Zamboni.
Dalla fine dell'Ottocento l'Università, su volontà del rettore Capellini e dei suoi successori, inizia ad estendersi man mano nel quadrante nord-orientale della città, che inevitabilmente gravita sull'asse di via Zamboni oltre che su quello di via Irnerio.
Divenuta nel XX secolo il cardine della zona universitaria, viene dunque investita da tutti gli eventi della vita studentesca: durante il Sessantotto gli edifici universitari sono ripetutamente occupati e sgomberati. Nel marzo del 1977 è teatro degli scontri tra studenti e forze di polizia, quando la via viene invasa dai blindati inviati per sgomberare le barricate. Continuerà ad essere luogo di disordini anche negli anni '90 e duemila.

## Monumenti e luoghi d'interesse

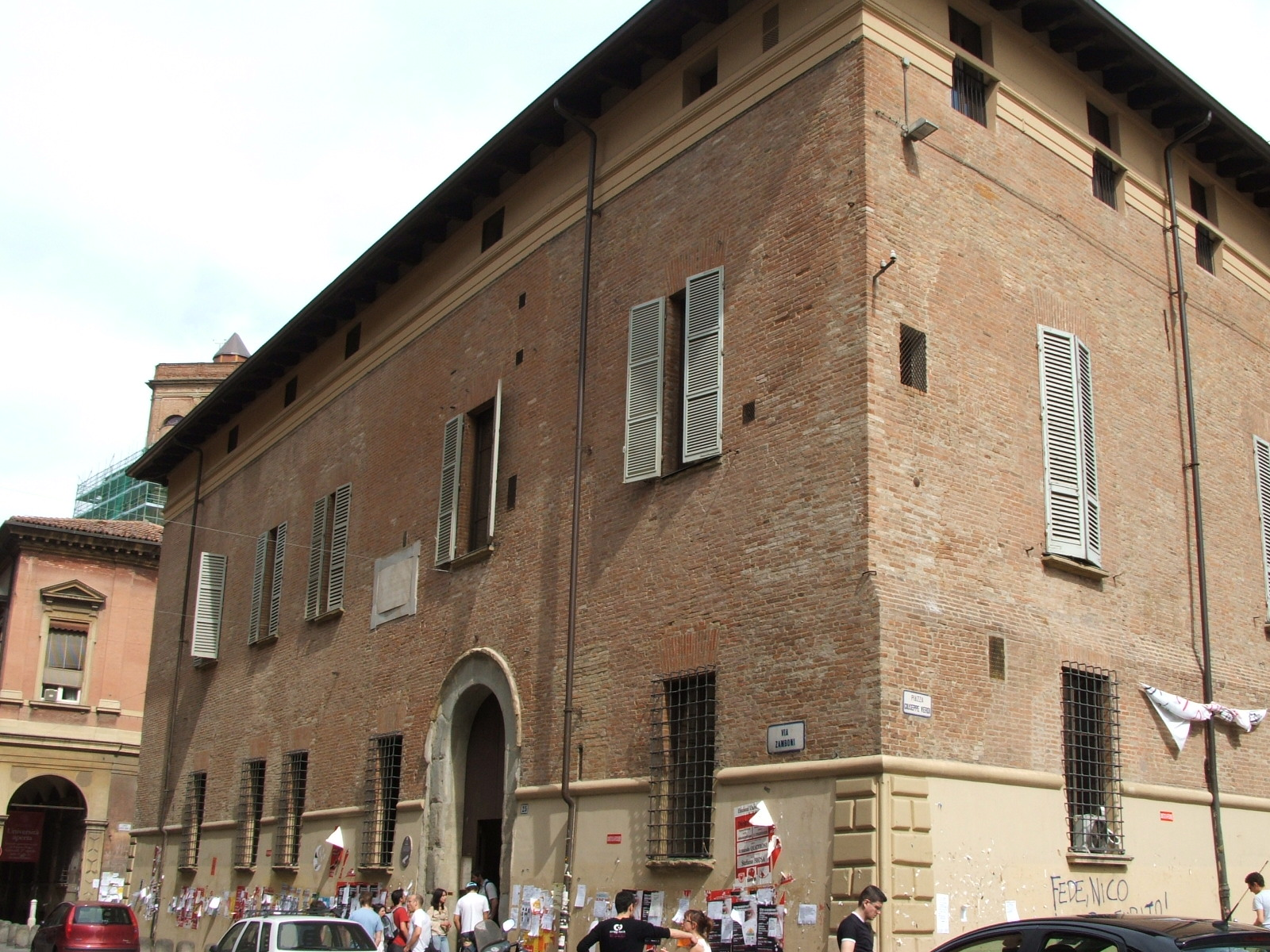
Palazzo Paleotti

### Palazzi
- Palazzo Malvezzi De' Medici, sede della Città metropolitana di Bologna.
- Palazzo Malvasia
- Palazzo Magnani, già sede del Credito Romagnolo (poi in UniCredit).
- Palazzo Malvezzi Campeggi
- Palazzo Paleotti, già abitazione di Aurelio Saffi e poi edificio universitario.
- Palazzo Poggi, sede dell'Università di Bologna
- Palazzo Gotti

Fino alla sua distruzione avvenuta nel 1507, sulla strada San Donato si ergeva Palazzo Bentivoglio, residenza dei signori di Bologna.

### Piazze

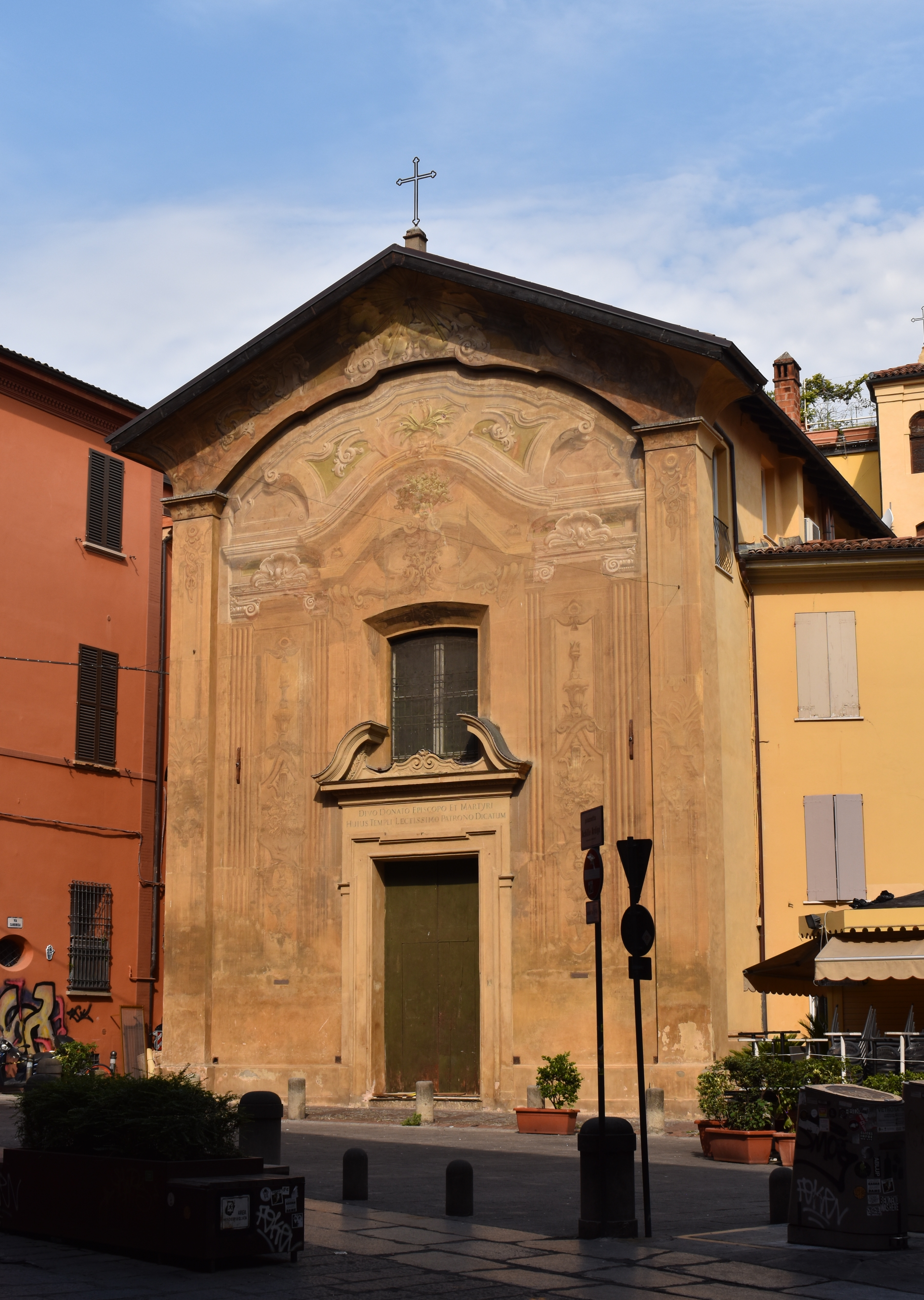
La chiesetta quattrocentesca di San Donato

- Piazza San Donato, oggi intitolata ad Achille Ardigò, antistante l'omonima chiesa sconsacrata
- Piazza Rossini, prospiciente il conservatorio musicale e la Basilica di San Giacomo
- Piazza Verdi
- Largo Respighi, intitolato al musicista Ottorino Respighi
- Piazza Scaravilli, dedicata ad uno studente ucciso dalle brigate nere nel 1944
- Largo Alfredo Trombetti, intitolato al linguista Alfredo Trombetti
- Piazza Puntoni, dedicata al docente di letteratura greca Vittorio Puntoni

### Architetture religiose
- Chiesa di San Donato
- Oratorio di Santa Cecilia
- Basilica di San Giacomo Maggiore
- Chiesa di Santa Maria Maddalena

## Cultura

### Istruzione

#### Università
Oltre a Palazzo Poggi, sede del rettorato, via Zamboni ospita numerosi stabili dell'ateneo, tra cui la sede dell'Accademia delle Scienze dell'Istituto di Bologna, i dipartimenti di Scienze Giuridiche, Filologia Classica e Italianistica, Filosofia e Comunicazione, Scienze Economiche, Scienze Geologiche e Matematiche.

#### Musei
Nella via sono presenti i seguenti musei universitari:
- Museo di mineralogia Luigi Bombicci
- Museo della Specola
- Museo di palazzo Poggi
- Museo geologico Giovanni Capellini

#### Biblioteche
La Biblioteca universitaria di Bologna è ospitata nel complesso di palazzo Poggi, tra i civici 33 e 35. Inoltre hanno sede varie biblioteche di dipartimento tra cui la Biblioteca di discipline umanistiche.

### Teatri
Il teatro Comunale è il più importante teatro cittadino e si affaccia sulla Piazza Verdi, dove un tempo sorgeva Palazzo Bentivoglio.

### Arte
Tra il civico 38 e piazza Scaravilli è presente un murale realizzato dall'artista colombiano Luis Gutierres nel 1988, in occasione del nono centenario dell'Università. Esso è dedicato ai 500 anni della conquista dell'America ed è stato restaurato nel 2014.

## Galleria d'immagini

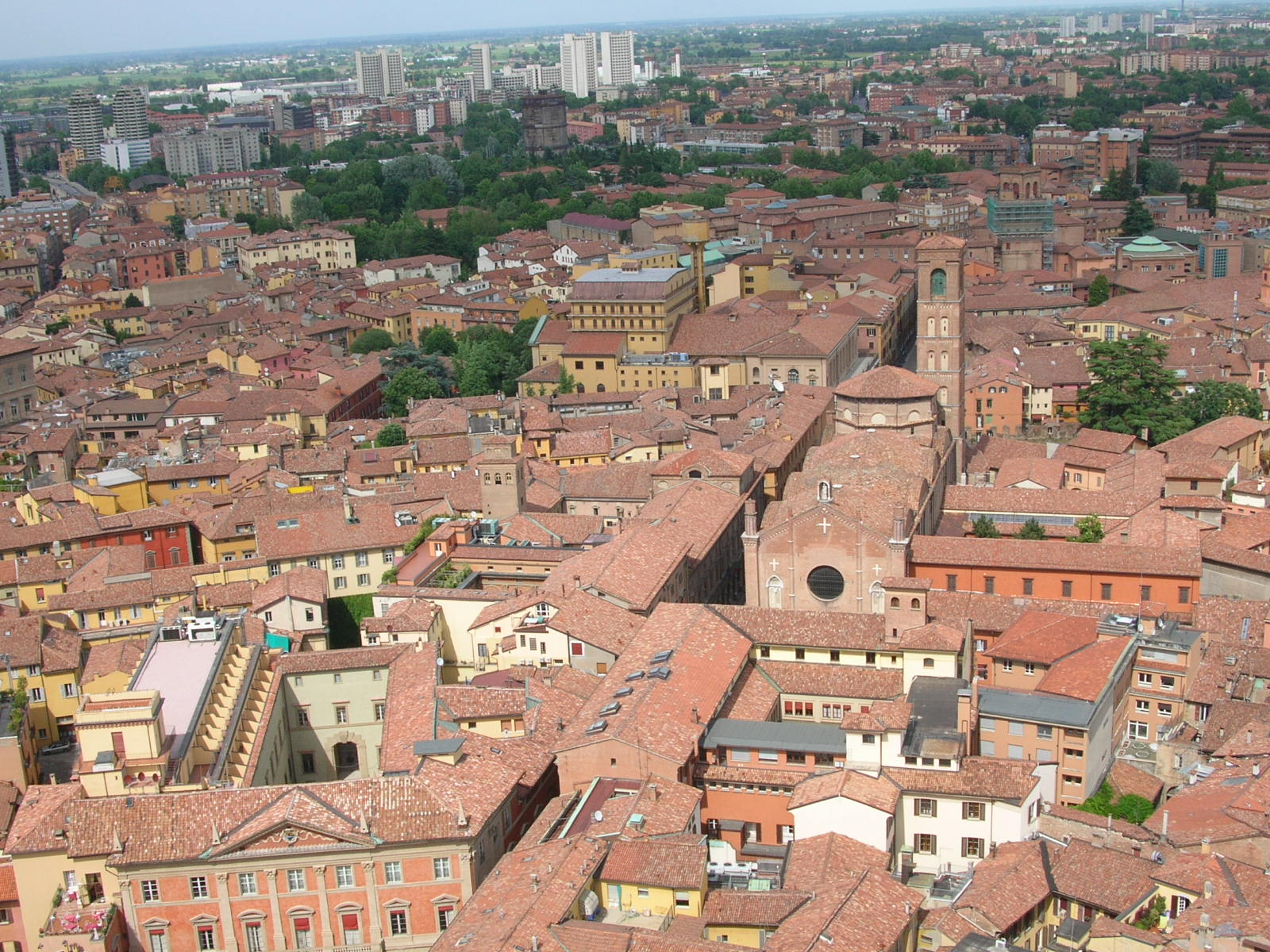
via Zamboni dall'alto della Torre degli Asinelli
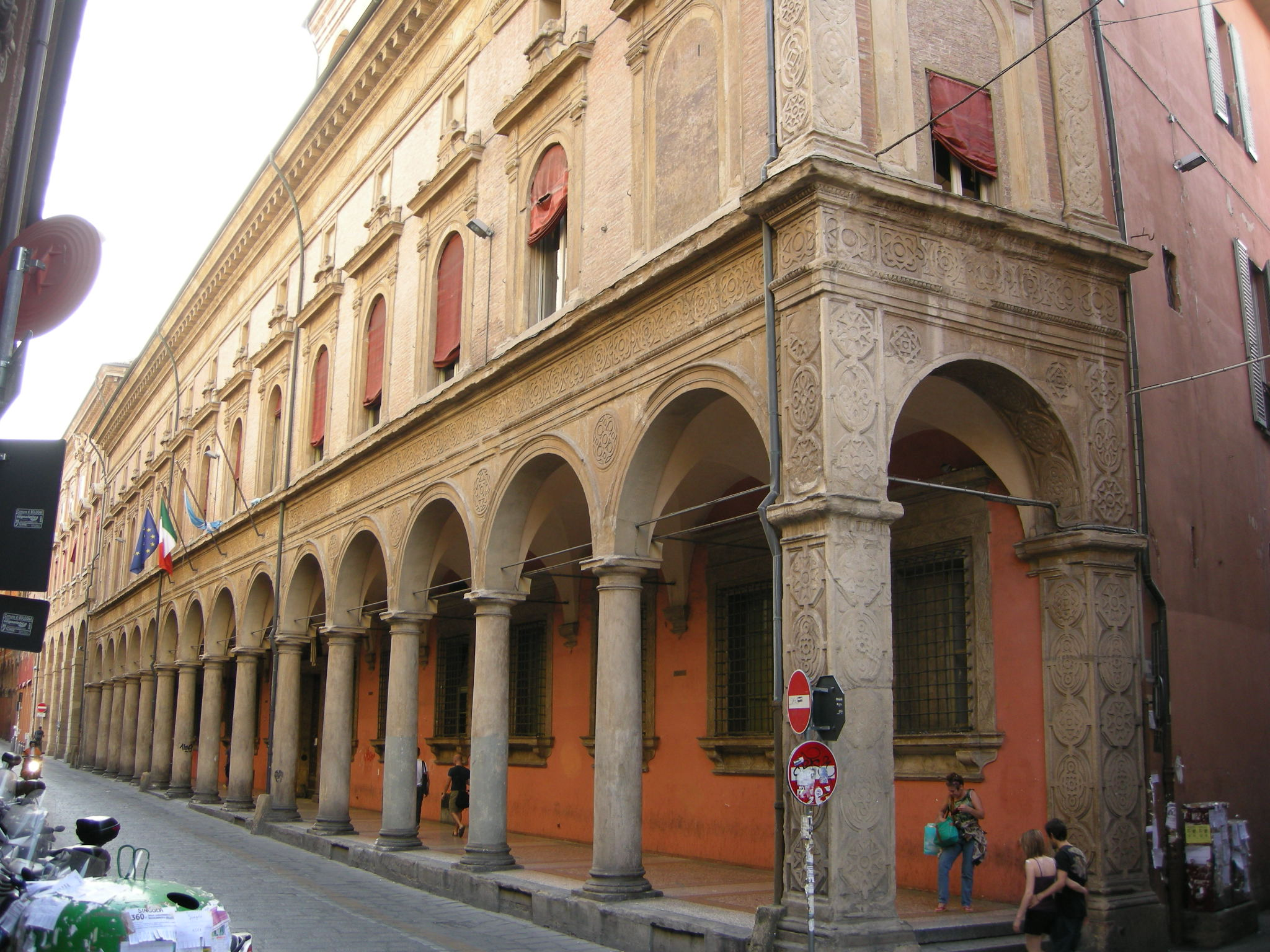
Palazzo Malvezzi Campeggi in via Zamboni 22
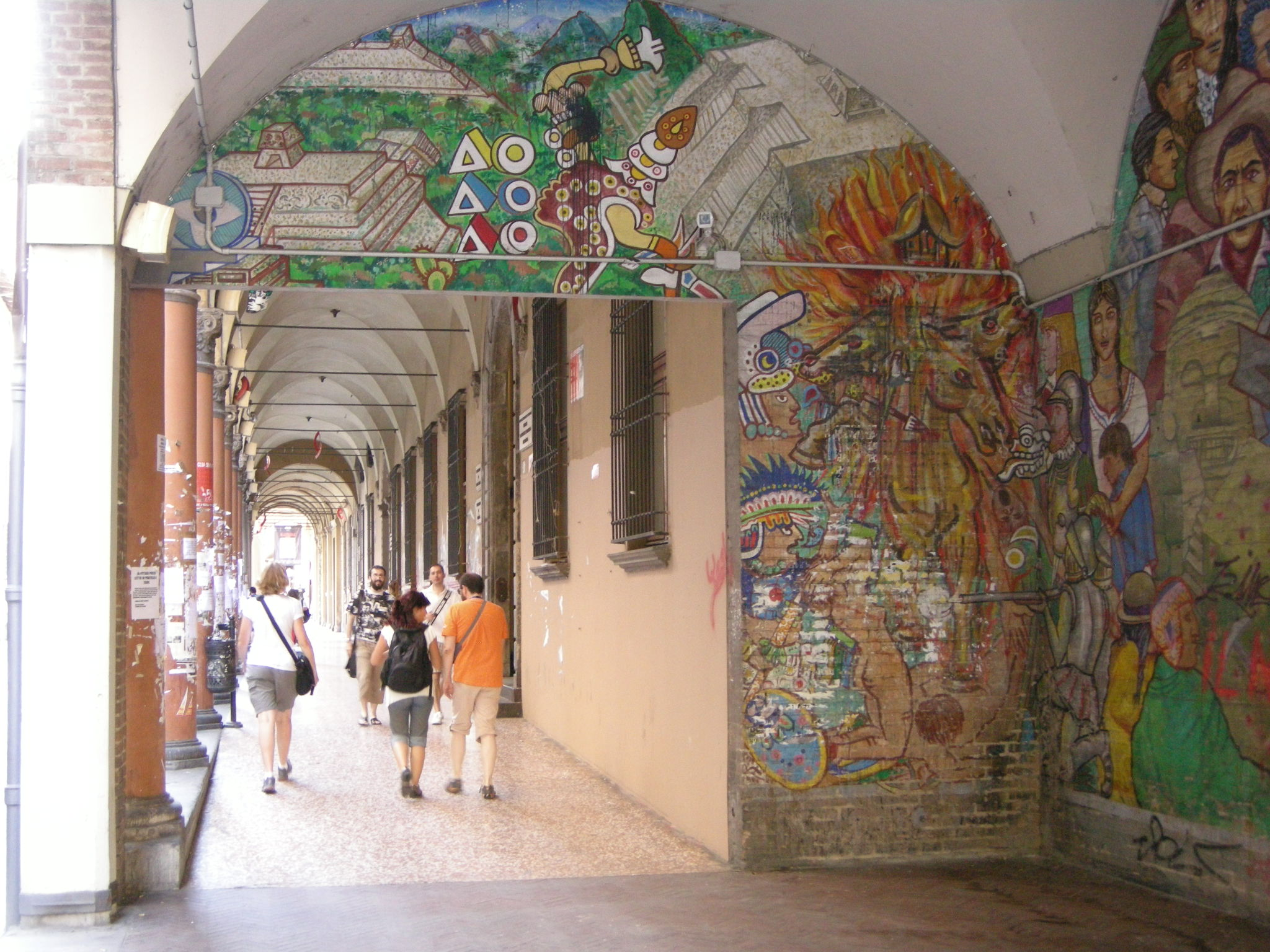
Murales sotto il portico di Zamboni 38
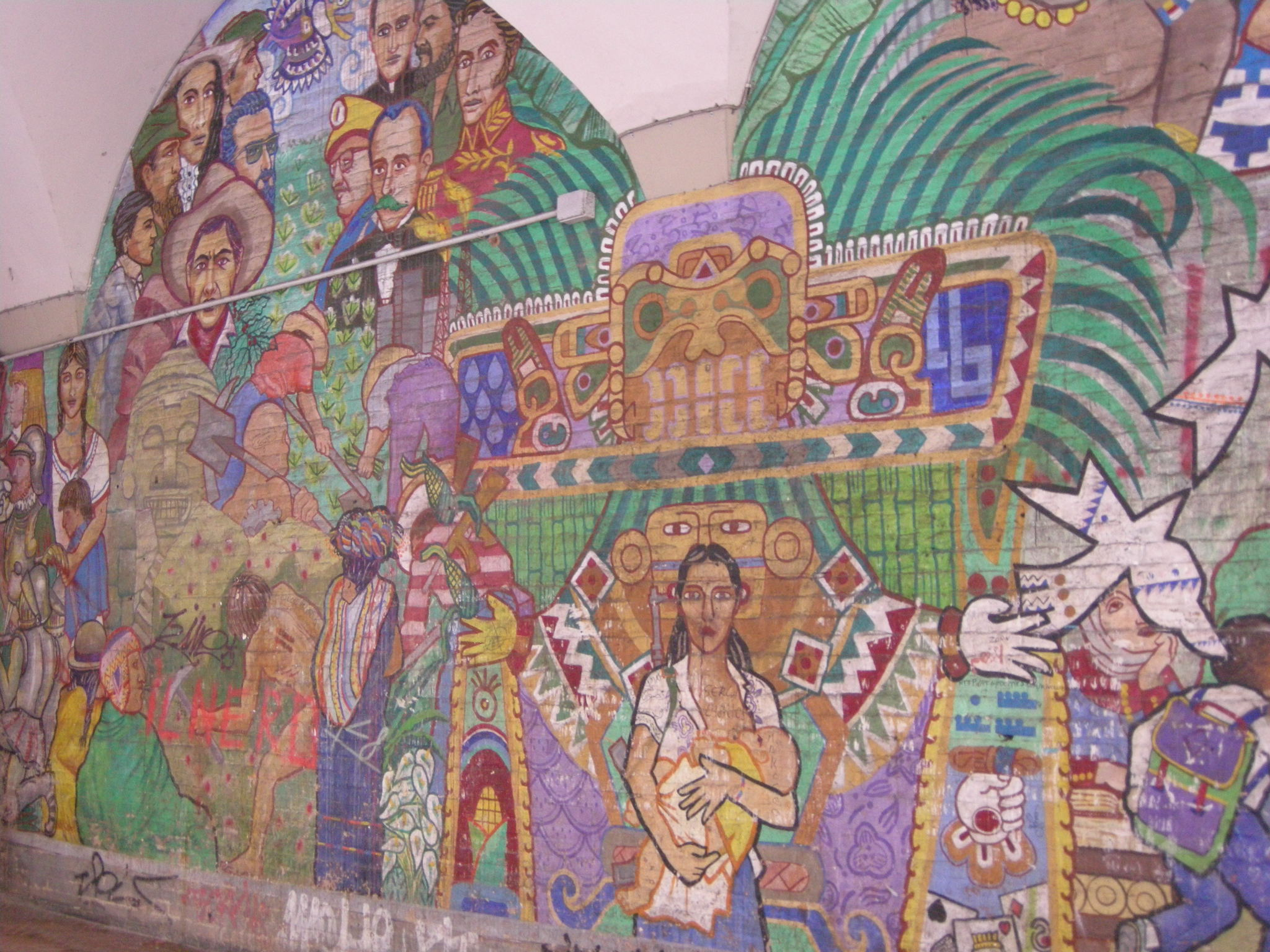
Murales sotto il portico di Zamboni 38
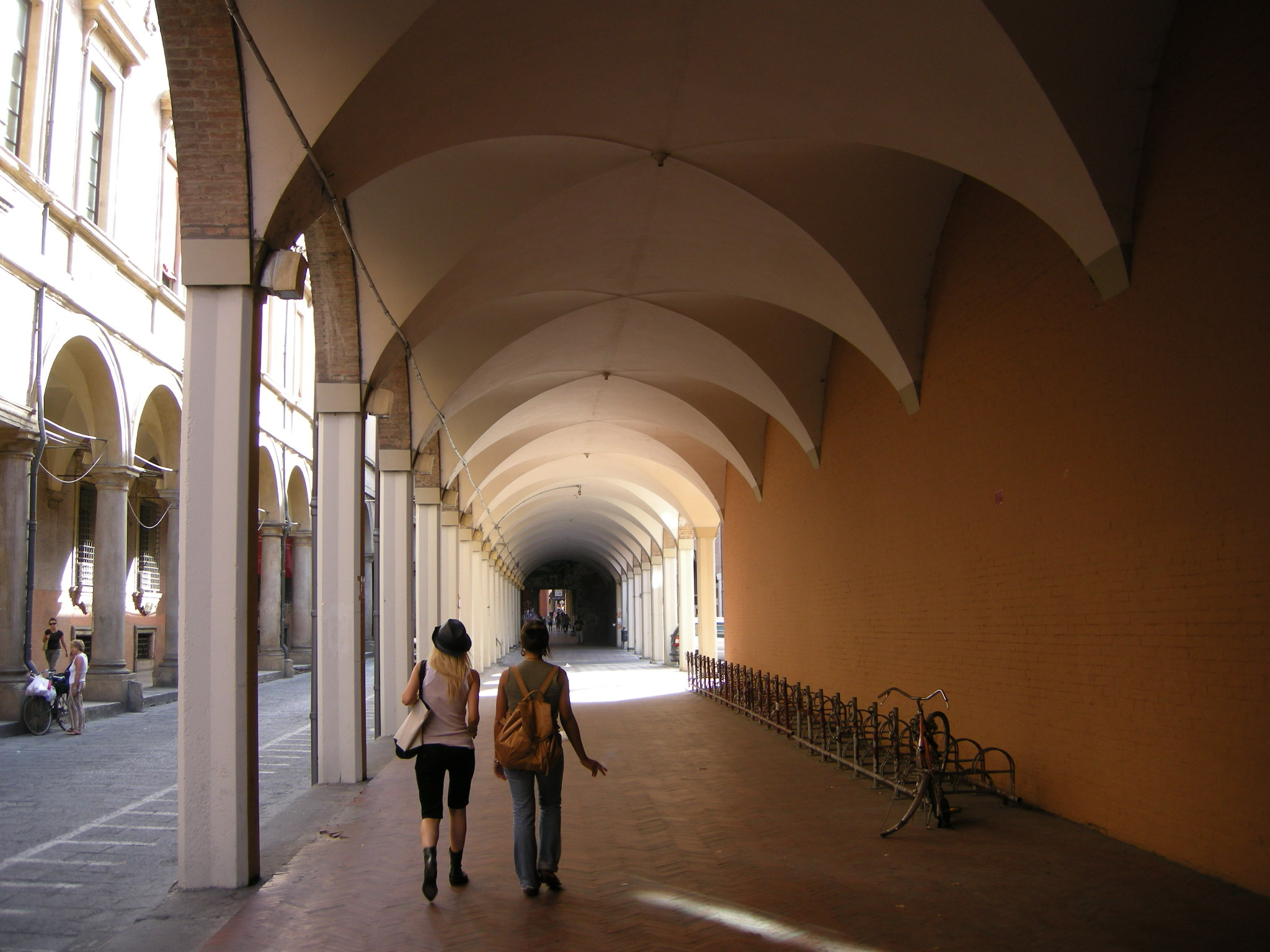
Portici della Facoltà di Economia